# 2. deild Wysp Owczych (1977)
W roku 1977 odbyła się 34. edycja 2. deild Wysp Owczych – drugiej ligi piłki nożnej Wysp Owczych. Od 1976 roku rozgrywki zmieniły nazwę z Meðaldeildin na 2. deild, a także formułę - klub z pierwszego miejsca awansował do 1. deild. W sezonie 1977 był to MB Miðvágur. Klub z ostatniego miejsca spadał do 3. deild, a w roku 1977 był to TB II Tvøroyri. W rozgrywkach brało udział 7 klubów z całego archipelagu.

## Uczestnicy
| Uczestnicy 2. deild Wysp Owczych 1976                                                                         | Uczestnicy 2. deild Wysp Owczych 1976 | Uczestnicy 2. deild Wysp Owczych 1976 | Uczestnicy 2. deild Wysp Owczych 1976 |
| --- | ------------------------------------- | ------------------------------------- | ------------------------------------- |
| B68 | B68 Toftir                            | 2                                     |                                       |
| EB | EB Eiði                               | 3                                     |                                       |
| MB | MB Miðvágur                           | 4                                     |                                       |
| HBII | HB II Tórshavn                        | 5                                     |                                       |
| TB II | TB II Tvøroyri                        | 6                                     |                                       |
| Spadek z 1. deild Wysp Owczych 1976                                                                           |                                       |                                       |                                       |
| NSÍ | NSÍ Runavík                           | 7                                     |                                       |
| Awans z 3. deild Wysp Owczych 1976                                                                            |                                       |                                       |                                       |
| KÍII | KÍ II Klaksvík                        | 1                                     |                                       |
| Oznaczenia: - kolumna pierwsza – skróty nazw drużyn, - kolumna trzecia – miejsce zajęte w poprzednim sezonie. |                                       |                                       |                                       |

## Tabela ligowa
| Lp. | Drużyna             | M  | Z | R | P | Bramki | Bramki | Różn. | Pkt | Uwagi              |
| --- | ------------------- | -- | - | - | - | ------ | ------ | ----- | --- | ------------------ |
| 1   | MB Miðvágur (M) (A) | 12 | 7 | 2 | 3 | 21     | 13     | +8    | 16  | Awans do 1. deild  |
| 2   | HB II Tórshavn      | 12 | 7 | 0 | 5 | 26     | 14     | +12   | 14  |                    |
| 3   | EB Eiði             | 12 | 5 | 2 | 5 | 25     | 26     | −1    | 12  |                    |
| 4   | NSÍ Runavík         | 12 | 5 | 2 | 5 | 18     | 22     | −4    | 12  |                    |
| 5   | KÍ II Klaksvík      | 12 | 5 | 1 | 6 | 26     | 29     | −3    | 11  |                    |
| 6   | B68 Toftir          | 15 | 4 | 2 | 9 | 26     | 30     | −4    | 10  |                    |
| 7   | TB II Tvøroyri (S)  | 12 | 4 | 1 | 7 | 19     | 27     | −8    | 9   | Spadek do 3. deild |